# Грег Плітт
Грег Плітт (англ. Greg Plitt) нар. 3 листопада 1977, м. Балтимор, США — пом. 17 січня 2015, м. Бербанк, США) — американський актор та фітнес-модель. Він знімався у Bravo, телевізійні серії Work Out. Відомий своєю програмою тренувань MFT28, публікувався на обкладинках журналів більш як 200 разів.

## Життєпис
Народився в американському містечку Літервілль, штат Меріленд, його батько був агентом з нерухомості, а мати дизайнером. Зі своєю старшою сестрою Грег навчався у військово-морській академії США в Аннаполісі. У 1996 році закінчив Gilman School в місті Балтімор. У школі він захоплювався футболом, боротьбою і гольфом. Випускник Військової академії США в Вест-Пойнті. Протягом п'яти років проходив службу в 75-му полку рейнджерів.
Ставши персональним тренером, Грег Плітт переїхав жити в Лос-Анджелес, де і проводив персональні тренування. Він став спортсменом року за версією бренду спортивного харчування Met-Rx. Грег Плітт розробив свою власну програму тренувань під назвою MFT28 (Military Fitness Trainer), розраховану на 28 днів. Програма включає п'ятиденний спліт з двома щоденними тренуваннями, все це покликане «шокувати» організм і стимулювати як жироспалення, так і набір м'язової маси. Грег Плітт часто з'являвся на обкладинках популярних фітнес-журналів, таких як Maxim, AXL, American Health & Fitness, Flaunt, Men's Fitness , Muscle & Fitness, Men's Health, FitnessRx for Men, Instinct Magazine, Men's Exercise та інших. Всього Грег Плітт був на обкладинках різних видань понад 200 разів.
Грег Плітт говорив, що інтерес до фітнесу у нього з'явився, коли він був ще в шостому класі. У той час його батько встановив домашній спортзал. Також на молодого Грег Плітт справило враження, як змінилася його старша сестра, провівши рік в військово-морської академії. Спортсмен не раз порівнював свої програми тренувань з програмами підготовки солдатів.
Грег Плітт став обличчям рекламної кампанії парфумів Angel Men і ICE*Men Тьєрі Мюглера. Він також знімався в телевізійних рекламах для Old Spice Body Wash, ESPN's Great Outdoor Games, Under Armour, MTV, Zoli Sinks, Gold's Gym Power Flex, Bowflex. Також він презентував продукцію Under Armour, Old Navy Jeans, Calvin Klein, Modell's і Skimpies. Грег Плітт знявся в декількох фільмах, в основному в епізодичних ролях. Пропорції тіла Грег Плітт були використані для комп'ютерної моделі Доктора Манхеттена у фільмі «Хранителі».

### Смерть
17 січня 2015 року Грег Плітт загинув під поїздом Метролінк в місті Бербанк, штат Каліфорнія. Відразу після події Метролінк в офіційному твіттері заявив, що на 268 лінії збитий чоловік, рух припинено. Поліція в ході розслідування причин смерті з'ясувала, що зі спортсменом на шляхах було ще двоє людей, разом вони знімали рекламу енергетичного напою. За сюжетом, Грег Плітт повинен був випити рекламований продукт і обігнати поїзд, що рухався. Судячи з усього, Грег вважав, що поїзд проїде по сусідній колії, і виявився перед потягом.
Коли Плітт разом зі своєю командою запланував відзняти дубль прямо на залізничних коліях, перед реальним складом потяга, який у цей час мав швидкість більше ніж 80 км/год, трапилася трагедія. Грег Плітт змушений був діяти поспіхом, через що ситуація вийшла з-під контролю, і він випадково опинився на тій самій колії, по якій проїжджав потяг. Зрозумівши усю ситуацію, Грег не зміг вчасно відскочити й загинув, хоча спочатку планував пробігати слідом за потягом по іншій колії і тим самим продемонструвати увесь енергетичний потенціал рекламного напою.

## Фільмографія
| рік     | Назва                                  | Роль                        | Примітки                        |
| ------- | -------------------------------------- | --------------------------- | ------------------------------- |
| 2015    | Friends to Lovers                      | Камео                       | Реаліті-шоу; сезон 1            |
| 2014    | Mystery Millionaire                    | Камео                       | Secret Dating Show (эпизод 1.3) |
| 2013    | «Гранд реванш»                         | Парашютист-інструктор       |                                 |
| 2013    | Work Out in the Zone                   | Камео (Персональний тренер) |                                 |
| 2011    | Paul Cruz: Latin Actor (A Mockuseries) | Джереми                     | TV-комедія                      |
| 2009    | «Термінатор: Спасіння»                 | людина-гібрид               |                                 |
| 2009    | «Хранителі»                            | Доктор Манхеттен (CGI)      |                                 |
| 2008    | Work Out                               | Камео (Персональний тренер) |                                 |
| 2007    | Last Call Before Sunset                | Ріко                        |                                 |
| 2007    | Six Sex Scenes and a Murder            | Роберт                      |                                 |
| 2007-08 | «Дні нашого життя»                     | Хендерсон                   |                                 |
| 2007-08 | Designed to Sell                       | Плотник                     | (епізоди с 4.1 по 4.21)         |
| 2006    | «Хибна спокуса»                        | Охоронник Саллівана         |                                 |
| 2006    | «Боббі»                                | Посильний                   |                                 |